# Mary Earps
Mary Earps (ur. 7 marca 1993 w Nottingham) – angielska piłkarka, występująca na pozycji bramkarki w angielskim klubie Manchester United F.C. oraz w reprezentacji Anglii. Uczestniczka Mistrzostw Świata 2023 i Mistrzostw Europy 2022.

## Statystyki

### Klubowe
Na podstawie:
(stan na 9 grudnia 2023)
| Klub                           | Sezonów | Liga                    | Liga  | Liga   | Puchar krajowy | Puchar krajowy | Kontynentalne | Kontynentalne | Suma  | Suma   |
| Klub                           | Sezonów | Liga                    | Mecze | Bramki | Mecze          | Bramki         | Mecze         | Bramki        | Mecze | Bramki |
| ------------------------------ | ------- | ----------------------- | ----- | ------ | -------------- | -------------- | ------------- | ------------- | ----- | ------ |
| Doncaster Rovers Belles L.F.C. | 2       | FA Women’s Super League | 20    | 0      | 2              | 0              | –             | –             | 22    | 0      |
| Birmingham City F.C.           | 1       | FA Women’s Super League | 5     | 0      | 0              | 0              | 1             | 0             | 6     | 0      |
| Bristol City F.C.              | 2       | FA Women’s Super League | 27    | 0      | 0              | 0              | 6             | 0             | 33    | 0      |
| Reading F.C.                   | 2       | FA Women’s Super League | 19    | 0      | 0              | 0              | –             | –             | 19    | 0      |
| Vfl Wolfsburg II               | 1       | 2. Frauen-Bundesliga    | 2     | 0      | 0              | 0              | –             | –             | 2     | 0      |
| Vfl Wolfsburg                  | 1       | Frauen-Bundesliga       | 4     | 0      | 2              | 0              | –             | –             | 6     | 0      |
| Manchester United W.F.C.       | 5       | FA Women’s Super League | 88    | 0      | 15             | 0              | 2             | 0             | 105   | 0      |
|                                | Łącznie | Łącznie                 | 165   | 0      | 19             | 0              | 9             | 0             | 193   | 0      |

### Reprezentacyjne
Na podstawie:
| Rok              | Rozgrywki           | Mecze | Gole | Kartki |
| ---------------- | ------------------- | ----- | ---- | ------ |
| 2018             | Eliminacje MŚ 2019  | 1     | 0    |        |
| 2019             | SheBelieves Cup     | 1     | 0    |        |
| 2021/22          | Eliminacje MŚ 2023  | 8     | 0    |        |
| 2022             | Eliminacje MŚ 2023  | 8     | 0    |        |
| Arnold Clark Cup | 1                   | 0     |      |        |
| EURO 2022        | 6                   | 0     |      |        |
| 2023             | Arnold Clark Cup    | 2     | 0    |        |
| 2023             | MŚ 2023             | 7     | 0    |        |
| 2023             | Liga Narodów UEFA   | 6     | 0    |        |
| 2023             | Women's Finalissima | 1     | 0    | x1     |
|                  |                     |       |      |        |
|                  | Mecze towarzyskie   | 11    | 0    |        |
| Łącznie          | Łącznie             | 44    | 0    | x1     |

## Najważniejsze sukcesy
Na podstawie:

### Klubowe
- Mistrzyni Niemiec 2018/19
- Puchar Niemiec 2018/19

### Reprezentacyjne
- Mistrzyni Europy 2022
- Wicemistrzyni świata 2023